# أداة نقدية

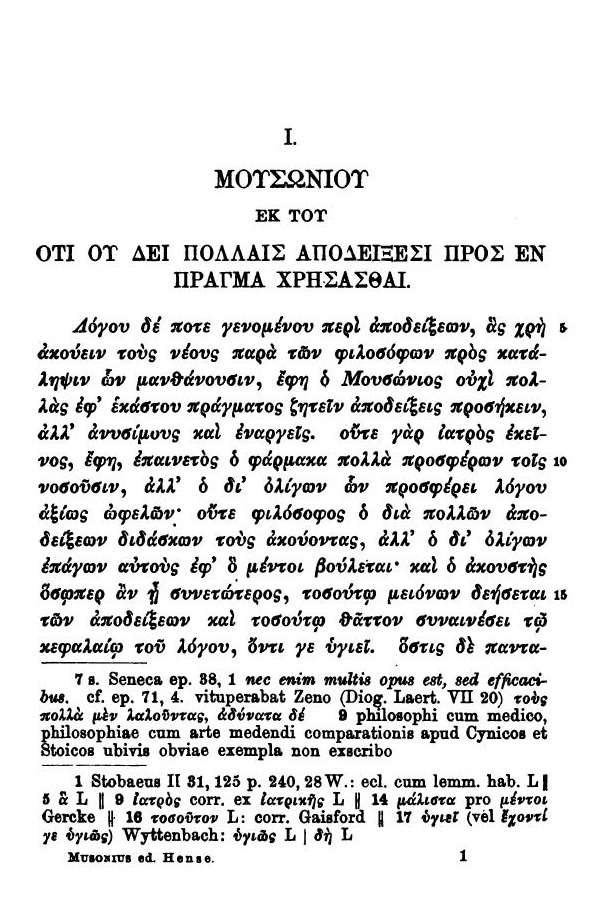

الأداة النقدية أو التعليق النقدي (باللاتينية apparatus critics) معلومات نقدية من المصادر الأولية ترافق طبعة نصٍ ما، وتكون عادةً نتيجة للنقد النصي.